# Marthelise Eersel

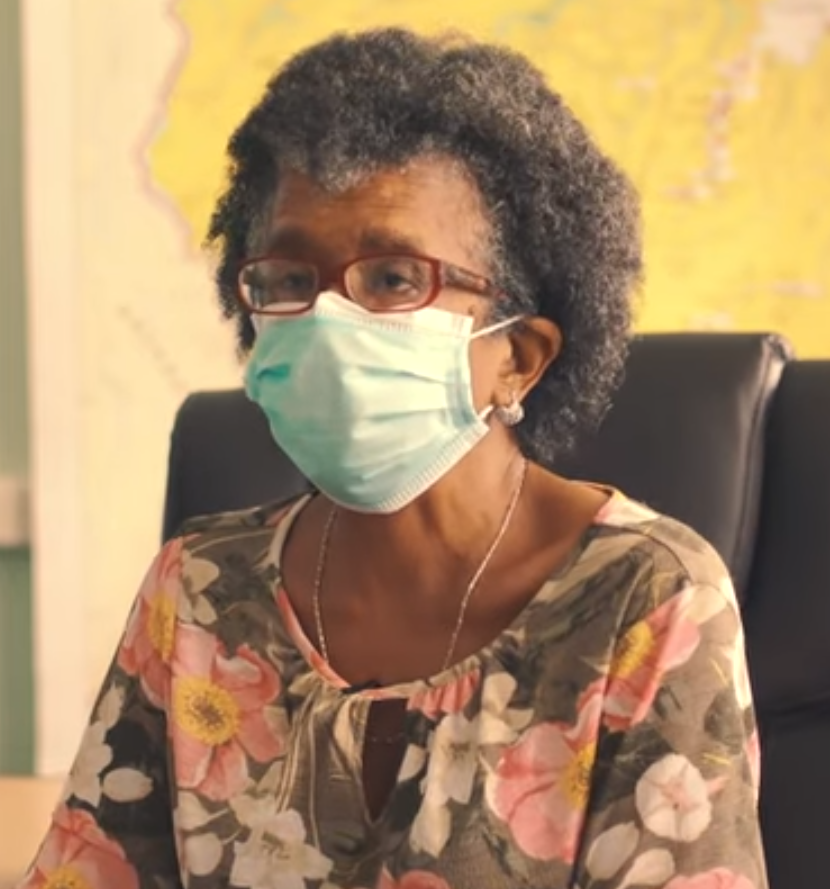
Marthelise Eersel mit Mundschutz während der Corona-Krise in Surinam, 2020

Marthelise Eersel  (* 20. Jahrhundert) ist eine surinamische Beamtin und Ärztin. Sie war von Juli 2020 bis Mai 2021 Direktorin des surinamischen COVID-19 Crisis Management Teams.

## Leben und Werk
Eersel wurde an der Universität Suriname als Ärztin ausgebildet. 1989 erwarb sie einen Master of Science in Public Health (MSPH) an der Tulane University School of Public Health and Tropical Medicine. Am Institute for Graduate Studies & Research der Anton de Kom University of Suriname  lehrte sie Public Health und Biostatistik und war Direktorin des Gesundheitsministeriums. Im Juli 2020 trat Eersel die Nachfolge von Cleopatra Jessurun als Direktorin des nationalen COVID-19-Krisenmanagementteams an und war dort bis Mai 2021 tätig.
Die meisten beruflichen Stationen von Eersel waren in den nationalen surinamischen Agenturen. Basierend auf ihrer Arbeit und Ausbildung im Bereich der öffentlichen Gesundheit entwickelte Eersel das Nationale epidemiologische Überwachungssystem und das Nationale Gesundheitsmanagement-Informationssystem, das sich auf nicht übertragbare Krankheiten konzentriert. Sie gehörte zwölf Jahre lang der Nationalen Malaria-Kommission an und war an der Verabschiedung eines Tabakgesetzes beteiligt, das den Tabakkonsum in geschlossenen öffentlichen Räumen in Surinam verhindert. Eersel hat den ersten Masterstudiengang für öffentliche Gesundheit in Suriname geleitet und finanziell unterstützt, in dem im Juli 2012 die ersten Ärzte, Krankenschwestern und andere im Bereich der öffentlichen Gesundheit ausgebildete Gesundheitsfachkräfte ihren Abschluss erhielten. Sie hat mit zahlreichen internationalen Organisationen wie der UNASUR, der CARICOM zusammengearbeitet und vertrat Surinam im Exekutivrat der Weltgesundheitsorganisation.
Sie ist mit Lucien Kloof verheiratet.

## Ehrungen
- 2010 wurde Eersel von der Panamerikanischen Gesundheitsorganisation für ihre Arbeit zur Überwachung und Prävention von Malaria zum Malaria-Champion des amerikanischen Kontinents ernannt.
- 2013 wurde sie für ihre Leistungen im Bereich der Tabakkontrolle mit dem World No Tobacco Day Award ausgezeichnet.[5]
- 2020 wurde das Martheliese Eersel Center in Nickerie gegründet. Das auf die Behandlung chronisch kranker Patienten spezialisierte medizinische Zentrum ist eine staatliche Einrichtung der One Stop Shop (OSS) Foundation.[6]

## Veröffentlichungen (Auswahl)
- mit Baltus E J. Oostburg, Martinus A. Vrede, Bruno Gottstein: Preliminary Field Observations on Neotropical Echinococcosis in Suriname. Revista de Patologia Tropical, Vol. 33 (1), 2004, S. 125–134.
- mit Stephen Gs Vreden, Edward D van Eer, Dennis Ra Mans: Fifty years of primary health care in the rainforest: temporal trends in morbidity and mortality in indigenous Amerindian populations of Suriname. J Glob Health 8 (2), 2018.[7]